# 等我愛你
《等我愛你》（前名：大愛之達人）是一齣於2012年上映的香港電影，由火火執導，由黃宗澤和鄧麗欣領銜主演，為太陽娛樂文化的電影出品，及火火第二次執導的電影。《等我愛你》於2012年11月7日在圓方舉行首映禮，於11月22日在香港和澳門上映。
該電影在內地名為《暗戀99天》。
此電影亦為歌手陳僖儀生前最後一部電影。

## 故事
|                            | 示愛只需三秒 我們等了一生 |
| ——《等我愛你》先行宣傳海報 |                           |

朱蒂（鄧麗欣飾）從小在台灣讀書，想回來香港工作因此投靠表哥秋炳（黃宗澤飾），從此展開二人在同一個屋簷下的生活。這對歡喜冤家的曖昧關係一直很浪漫很甜蜜，可惜男生一直未能拿起勇氣向女生表白。然而，當你下定決心向對方表白時，這世界又是否會給予你這個機會呢？

## 演員
| 演員       | 角色           | 備註 |
| 黃宗澤     | 秋 炳          | 為人市井草根，與好友大啤經營雪糕車生意為生。性格粗枝大葉，掙一餐過一餐，每天就開著自己的雪糕車到處走，生活平凡而無味，直到表妹朱蒂的出現...          |
| 鄧麗欣     | 朱 蒂          | 從小在台灣讀書，因想來香港找工作，所以投靠表哥秋炳。兩人就這樣在一個屋簷下，開始了一個浪漫的愛情故事...                                              |
| 森 美      | 大 啤          | 秋炳的好友，為人風趣隨和，基本上算是個追女無數的“專家”。雖然以大啤的能耐，往往都是品嘗醜女一族。但其實在大啤的心中一直有一個叫毛嬌的可愛女孩的存在…… |
| 細 蘇      | 施彥祖（媽池） | 青年才俊，經營著一間室內設計公司，朱蒂剛好因緣巧合來到他所屬的公司工作。彥祖對這個上進淳樸的女生很是賞識，也慢慢愛上了這個女孩...                    |
| 陳僖儀     | 毛 嬌          | 找換店員工，大啤的夢中情人，大啤爲了這個女孩不惜出賣自己的兄弟秋炳。但沒有想到的是，外表善良的毛嬌其實...                                            |
| 趙 柯      | 菁 菁          | 士多鋪員工，性格潑辣開朗，對秋炳更是一心一意。總是找機會獲得和秋炳相處的機會。但深愛著朱蒂的秋炳始終沒有辦法對菁菁分出絲毫的愛                       |
| 阮小儀     | 翠 華          | |
| Otto @ EO2 | Alex           | 施彥祖的得力助手，幫其處理大小事，處事十分幹練謹慎                                                                                                   |
| 蝦 頭      | 阿 玲          | 秋炳好友兼街坊，喜歡一開口便機關槍式不停講自己家事...                                                                                                |
| 陳 康      | 叔 平          | 秋炳好友，沉迷於AV與動漫界而自得其樂且有不少「珍藏」，視AV女優「立花明步」為女神…                                                                    |
| 黃俊淇     | 培 基          | 秋炳街坊，培基爸爸當年係一名出色裁縫，但因行業式微而家道中落，培基自細已經學到唔少縫紉技巧……雖然較女性化，但不是同性戀，經常埋怨秋炳不修邊幅         |

## 歌曲
- 主題曲：
  - 〈太錯〉：黃宗澤

- 插曲：
  - 〈蜚蜚〉：陳僖儀
  - 〈天國之戀〉：毛寧
  - 〈過山車〉：陳僖儀

- 宣傳曲：
  - 〈忘川〉：陳僖儀

## 評價
頭條日報的陳佛說：「電影節奏明快，層次分明，當中加插的笑位，落點精準無誤，笑聲此起彼落。」
香港爽報的張居給予三顆星（最高五顆），他說：「導演火火把所有東西拍出卡通化童話美，多首拉丁式配樂及一組組仿傚歐洲片的慢鏡頭，印象尤其深刻，效果也不錯。」

## 外部連結
- 《暗恋99天》的新浪微博
- 《等我愛你》的Facebook專頁
- 影迷會官方微博的新浪微博
- 等我愛你電影官方網頁
- 《等我愛你 （页面存档备份，存于）》在香港雅虎的電影頁面
- 開眼電影網上《暗戀99天 等．我愛你》的資料（繁體中文）
- 豆瓣电影上《暗恋99天》的資料 （简体中文）
- 时光网上《暗恋99天》的資料（简体中文）
- 香港影庫上《等我愛你》的資料（繁體中文）
- 互联网电影数据库（IMDb）上《等我愛你》的资料（英文）